# Boston Corbett
Thomas P. Corbett, dit Boston Corbett, (Londres, 1832 - 1er septembre 1894) est un chapelier américain, d'origine britannique qui devint célèbre, alors qu'il servait dans l'armée de l'Union, pour avoir abattu l'assassin du président Abraham Lincoln, John Wilkes Booth, le 26 avril 1865.